# Claudia Hengst
Claudia Hengst (Gräfelfing, 3 settembre 1969) è un'ex nuotatrice tedesca, campionessa paralimpica di nuoto.

## Biografia
Claudia Hengst soffre di una lussazione bilaterale all'anca sin da quando era bambina. Ha gareggiato nel nuoto paralimpico all'interno delle categorie L6 e S10, dove ha vinto innumerevoli medaglie diventando una degli atleti più vincenti della Germania. In tutto, ha conquistato 25 medaglie paralimpiche, di cui tredici d'oro, in cinque differenti edizioni dei Giochi.
Nel 2008, è stata inserita nella Paralympic Hall of Fame.

## Palmarès

### Per laGermania Ovest
| Anno | Manifestazione     | Sede | Evento                    | Risultato | Prestazione | Note |
| ---- | ------------------ | ---- | ------------------------- | --------- | ----------- | ---- |
| 1988 | Giochi paralimpici | Seul | 100 metri dorso L6        | Oro       |             |      |
| 1988 | Giochi paralimpici | Seul | 100 metri rana L6         | Oro       |             |      |
| 1988 | Giochi paralimpici | Seul | 100 metri farfalla L6     | Oro       |             |      |
| 1988 | Giochi paralimpici | Seul | 100 metri stile libero L6 | Oro       |             |      |
| 1988 | Giochi paralimpici | Seul | 200 metri misti L6        | Oro       |             |      |
| 1988 | Giochi paralimpici | Seul | 400 metri stile libero L6 | Oro       |             |      |

### Per laGermania
| Anno | Manifestazione                   | Sede          | Evento                         | Risultato | Prestazione | Note |
| ---- | -------------------------------- | ------------- | ------------------------------ | --------- | ----------- | ---- |
| 1992 | Giochi paralimpici               | Barcellona    | 100 metri farfalla S10         | Oro       |             |      |
| 1992 | Giochi paralimpici               | Barcellona    | 100 metri stile libero S10     | Oro       |             |      |
| 1992 | Giochi paralimpici               | Barcellona    | 400 metri stile libero S10     | Oro       |             |      |
| 1992 | Giochi paralimpici               | Barcellona    | 4x100 metri misti S7-10        | Oro       |             |      |
| 1992 | Giochi paralimpici               | Barcellona    | 50 metri stile libero S10      | Oro       |             |      |
| 1992 | Giochi paralimpici               | Barcellona    | 100 metri dorso S10            | Argento   |             |      |
| 1992 | Giochi paralimpici               | Barcellona    | 200 metri misti SM10           | Argento   |             |      |
| 1992 | Giochi paralimpici               | Barcellona    | 4x100 metri stile libero S7-10 | Bronzo    |             |      |
| 1994 | Campionati mondiali di nuoto IPC | La Valletta   | 50 metri stile libero S10      | Oro       |             |      |
| 1994 | Campionati mondiali di nuoto IPC | La Valletta   | 4x100 metri misti S7-10        | Argento   |             |      |
| 1994 | Campionati mondiali di nuoto IPC | La Valletta   | 100 metri farfalla S10         | Argento   |             |      |
| 1994 | Campionati mondiali di nuoto IPC | La Valletta   | 400 metri stile libero S10     | Bronzo    |             |      |
| 1996 | Giochi paralimpici               | Atlanta       | 100 metri stile libero S10     | Oro       |             |      |
| 1996 | Giochi paralimpici               | Atlanta       | 50 metri stile libero S10      | Oro       |             |      |
| 1996 | Giochi paralimpici               | Atlanta       | 4x100 metri misti S7-10        | Argento   |             |      |
| 1996 | Giochi paralimpici               | Atlanta       | 200 metri misti SM10           | Bronzo    |             |      |
| 1996 | Giochi paralimpici               | Atlanta       | 400 metri misti SM10           | Bronzo    |             |      |
| 1996 | Giochi paralimpici               | Atlanta       | 4x100 metri stile libero S7-10 | Bronzo    |             |      |
| 1998 | Campionati mondiali di nuoto IPC | Christchurch  | 800 metri stile libero open    | Argento   |             |      |
| 1998 | Campionati mondiali di nuoto IPC | Christchurch  | 400 metri stile libero S10     | Argento   |             |      |
| 1998 | Campionati mondiali di nuoto IPC | Christchurch  | 100 metri stile libero S10     | Bronzo    |             |      |
| 1998 | Campionati mondiali di nuoto IPC | Christchurch  | 4x100 metri misti open         | Bronzo    |             |      |
| 2000 | Giochi paralimpici               | Sydney        | 200 metri misti SM10           | Bronzo    |             |      |
| 2000 | Giochi paralimpici               | Sydney        | 400 metri stile libero S10     | Bronzo    |             |      |
| 2002 | Campionati mondiali di nuoto IPC | Mar del Plata | 100 metri farfalla S10         | Argento   |             |      |
| 2002 | Campionati mondiali di nuoto IPC | Mar del Plata | 400 metri stile libero S10     | Bronzo    |             |      |
| 2004 | Giochi paralimpici               | Atene         | 400 metri stile libero SM10    | Argento   |             |      |
| 2004 | Giochi paralimpici               | Atene         | 100 metri farfalla S10         | Bronzo    |             |      |
| 2004 | Giochi paralimpici               | Atene         | 200 metri misti SM10           | Bronzo    |             |      |